# Muzeum Sztuki Nowoczesnej Gwinei Równikowej
Muzeum Sztuki Nowoczesnej Gwinei Równikowej – muzeum znajdujące się w stolicy kraju, Malabo. Jego siedzibą jest gmach o futurystycznej bryle. Odbywają się tu ekspozycje poświęcone głównie sztuce nowoczesnej. Wystawiane są eksponaty odwołujące się do tradycyjnej afrykańskiej kultury. Dzieła wykonywane są przez młodych artystów pochodzących nie tylko z Gwinei Równikowej, ale i z całej Afryki.

## Lista artystów
Źródło.
- George Afedzi Hughes
- Leonce Raphael Agbodjélou
- Bodo
- Demba Camara
- Mamadou Cisse
- Soly Cissé
- Kifouli Dossou
- Erikan Ekefrey
- Aboubakar Fofana
- Ian Garrett
- Placido Guimaraes
- Paa Joe
- Esther Mahlangu
- Desiderio Manresa Bodipo
- Nathalie Mba Bikoro
- Kivuthi Mbuno
- Jean-Claude Moschetti
- Richard Mudariki
- Wycliffe Mundopa
- Dathini Mzayiya
- Serge Alain Nitegeka
- Gerard Sekoto
- Cyprien Tokoudagba
- Luzamba Zemba
- Dominique Zinkpé